# Luo Xiaojuan
Luo Xiaojuan (kinesiska: 骆晓娟, pinyin: Luò Xiǎojuān, född 12 juni 1984 i Dafeng, Jiangsu, Kina) är en kinesisk fäktare som ingick i Kinas lag som tog OS-guld i damernas lagtävling i värja i samband med de olympiska fäktningstävlingarna 2012 i London.